# Battlestar Galactica (sezonul 4)
Al patrulea și ultimul sezon al serialului de televiziune reimaginat științifico-fantastic Battlestar Galactica a avut premiera pe canalul Sci-Fi în Statele Unite la 4 aprilie 2008 și s-a terminat pe 20 martie 2009. La fel ca în sezonul 2, acest sezon a fost împărțit în două părți a câte 10 episoade. Sezonul 4.0 a fost transmis în premieră în perioada aprilie-iunie 2008 și sezonul 4.5 în perioada ianuarie-martie 2009. Al patrulea sezon conține 20 de episoade plus filmul de televiziune Razor, care este considerat ca fiind primele două episoade ale sezonului 4.

## Actori și personaje

### Personaje principale
- Edward James Olmos este William Adama
- Mary McDonnell este Laura Roslin
- Katee Sackhoff este Kara "Starbuck" Thrace
- Jamie Bamber este Lee "Apollo" Adama
- James Callis este Gaius Baltar
- Tricia Helfer este Numărul Șase
- Grace Park este Sharon "Boomer" Valerii/Sharon "Athena" Agathon (Numărul Opt)
- Michael Hogan este Saul Tigh
- Aaron Douglas este Galen Tyrol
- Tahmoh Penikett este Karl "Helo" Agathon
- Michael Trucco este Samuel Anders
- Nicki Clyne este Cally Henderson Tyrol
- Kandyse McClure este Anastasia Dualla
- Alessandro Juliani este Felix Gaeta

### Personaje secundare
- Donnelly Rhodes este Sherman Cottle
- Rekha Sharma este Tory Foster
- Callum Keith Rennie este Leoben Conoy (Numărul Doi)
- Lucy Lawless este D'Anna Biers (Numărul Trei)
- Dean Stockwell este John Cavil (Numărul Unu)
- Matthew Bennett este Aaron Doral (Numărul Cinci)
- Rick Worthy este Simon (Numărul Patru)
- Richard Hatch este Tom Zarek
- Kate Vernon este Ellen Tigh
- Mark Sheppard este Romo Lampkin
- Leah Cairns este Margaret "Racetrack" Edmondson
- Bodie Olmos este Brendan "Hot Dog" Costanza
- Jennifer Halley este Diana "Hardball" Seelix

## Episoade
| Nr. în serial | Nr. în sezon | Titlu | Regizat de            | Scris de       | Premiera          | Nr. de supraviețuitori |
| --- | ------------ | ----- | --------------------- | -------------- | ----------------- | ---------------------- |
| 54/55 | 1/2          | Razor | Félix Enríquez Alcalá | Michael Taylor | 24 noiembrie 2007 | 49.579                 |
| Filmul prezintă încercările de câteva luni ale navei Pegasus de a găsi Galactica. Narațiunea se încadrează între episoadele sezonului 2 "The Captain's Hand" și "Downloaded." |              |       |                       |                |                   |                        |

| Nr. în serial | Nr. în sezon | Titlu                            | Regizat de            | Scris de                        | Premiera          | Nr. de supraviețuitori |
| --- | ------------ | -------------------------------- | --------------------- | ------------------------------- | ----------------- | ---------------------- |
| 56 | 3            | „He That Believeth in Me”        | Michael Rymer         | Bradley Thompson & David Weddle | 4 aprilie 2008    | 39.698                 |
| Starbuck se reîntoarce pe Galactica și se înfruntă cu îndoiala celorlalți privind afirmațiile ei că a găsit calea spre Terra. Baltar locuiește împreună cu o facțiune formată din discipolii săi care cred că el poate salva un băiețel care suferă de encefalită virală. |              |                                  |                       |                                 |                   |                        |
| 57 | 4            | „Six of One”                     | Anthony Hemingway     | Michael Angeli                  | 11 aprilie 2008   | 39.676                 |
| Starbuck se confruntă cu repercusiuni pentru că a amenințat-o pe Roslin cu arma și pierde încrederea majorității echipajului. După ce a aflat de existența celor cinci modele finale în cadrul flotei coloniale, un model Numărul Șase numit Natalie conduce o lovitură de stat în cadrul ierarhiei Cylon. |              |                                  |                       |                                 |                   |                        |
| 58 | 5            | „The Ties That Bind”             | Michael Nankin        | Michael Taylor                  | 18 aprilie 2008   | 39.676                 |
| În timp ce Starbuck comandă un cargobot singuratic în căutarea ei disperată după planeta Pământ, au loc intrigi politice la bordul navei Galactica măcinată de discordie civilă. În același timp apar fisuri adânci în cadrul unității Cylonilor. |              |                                  |                       |                                 |                   |                        |
| 59 | 6            | „Escape Velocity”                | Edward James Olmos    | Jane Espenson                   | 25 aprilie 2008   | 39.675                 |
| Se extind activitățile cultului monoteist al lui Baltar, lucru ce duce la o discordie politică în Cvorumul celor Doisprezece și la posibilitatea unui război religios civil. Între timp, starea mentală colonelului Tigh devine iarăși fragilă. |              |                                  |                       |                                 |                   |                        |
| 60 | 7            | „The Road Less Traveled”         | Michael Rymer         | Mark Verheiden                  | 2 mai 2008        | 39.676                 |
| Starbuck se confruntă cu o revoltă la bordul lui Demetrius atunci când își prezintă intenția de a coopera cu Cylonul Leoben care a urcat pe navă cu scopul de a o ajuta să găsească Pământul. |              |                                  |                       |                                 |                   |                        |
| 61 | 8            | „Faith”                          | Michael Nankin        | Seamus Kevin Fahey              | 9 mai 2008        | 39.675                 |
| Starbuck conduce o misiune pentru a se întâlni cu un hibrid Cylon care-i dezvăluie mai multe indicii pentru a găsi Pământul. Pe Galactica, Președintele Roslin discută despre credința religioasă cu o muribundă pe nume Emily. |              |                                  |                       |                                 |                   |                        |
| 62 | 9            | „Guess What's Coming to Dinner?” | Wayne Rose            | Michael Angeli                  | 16 mai 2008       | 39.673                 |
| Dușmani înverșunați trebuie să-și uite vechile ranchiune în timp ce echipajul de pe nava Demetrius împreună cu rebeli Cylon trebuie să atace o țintă vitală pentru inamic. |              |                                  |                       |                                 |                   |                        |
| 63 | 10           | „Sine Qua Non”                   | Rod Hardy             | Michael Taylor                  | 27 mai 2008       | 39.674                 |
| În urma răpirii președintelui Roslin de către hibridul bazei stelare Cylon aliate, apare o luptă surdă pentru putere care amenință să distrugă ordinea din cadrul flotei. |              |                                  |                       |                                 |                   |                        |
| 64 | 11           | „The Hub”                        | Paul Edwards          | Jane Espenson                   | 6 iunie 2008      | 39.673                 |
| În urmărirea navei de reînviere a inamicului, o echipă de piloți Viper și rebelii Cylon devin colaboratori incomozi în formularea unui plan de luptă. |              |                                  |                       |                                 |                   |                        |
| 65 | 12           | „Revelations”                    | Michael Rymer         | Bradley Thompson & David Weddle | 13 iunie 2008     | 39.665                 |
| D'Anna dezvăluie că în flotă se află doar patru din ultimii cinci Cyloni și o ține ostatic pe Președintele Roslin în timp ce încearcă să-i facă pe aceștia patru să se dea de gol. După o încurcătură dramatică, oamenii și Cylonii rebeli își consolidează alianța și împreună ajung pe planeta Pământ. |              |                                  |                       |                                 |                   |                        |
| 66 | 13           | „Sometimes a Great Notion”       | Michael Nankin        | Bradley Thompson & David Weddle | 16 ianuarie 2009  | 39.651                 |
| Se dezvăluie că Pământul a fost populat de către Cyloni (al 13-lea trib fiind Cylon). Aceștia au provocat un război mondial nuclear cu 2000 de ani în urmă, cataclism care le-a distrus întreaga civilizație. Starbuck urmărește semnalul de localizare și-și găsește propriile rămășițele pe planetă. Identitatea celui de-al cincilea din ultimii cinci Cyloni este descoperită: Ellen Tigh. |              |                                  |                       |                                 |                   |                        |
| 67 | 14           | „A Disquiet Follows My Soul”     | Ronald D. Moore       | Ronald D. Moore                 | 23 ianuarie 2009  | 39.644                 |
| Laura Roslin începe să-și piardă credința în profeția din cartea lui Pythia și în rolul ei de conducător muribund. Tom Zarek intenționează să slăbească alianța om-Cylon. Cylonul Galen Tirol aflcă că nu este el tatăl fiului lui Cally și prin urmare copilul este un simplu om. |              |                                  |                       |                                 |                   |                        |
| 68 | 15           | „The Oath”                       | John Dahl             | Mark Verheiden                  | 30 ianuarie 2009  | 39.643                 |
| Gaeta și Zarek începe o revoltă în flotă, lăsându-i pe comandanții de pe Galactica să facă o alegere crucială. |              |                                  |                       |                                 |                   |                        |
| 69 | 16           | „Blood on the Scales”            | Wayne Rose            | Michael Angeli                  | 6 februarie 2009  | 39.603                 |
| Președintele Roslin se confruntă cu Tom Zarek și cu locotenentul Gaeta datorită încercării ultimilor doi de a prelua controlul flotei coloniale. Alianța cu Cylonii rebeli dar și viața lui Adama sunt în pericol. |              |                                  |                       |                                 |                   |                        |
| 70 | 17           | „No Exit”                        | Gwyneth Horder-Payton | Ryan Mottesheard                | 13 februarie 2009 | 39.556                 |
| În timp ce Sam Anders își revine ca urmare a intervențiilor chirurgicale de îndepărtare a glonțului din creier, reapar amintirile sale despre ultimii cinci Cyloni. Ellen Tigh învie la bordul unei Baze Stelare și dezvăluie rolul pe care ea l-a avut pe Pământ. Deoarece Galactica își pierde integritatea structurală, Adama îi cere lui Galen Tirol să rezolve problema. |              |                                  |                       |                                 |                   |                        |
| 71 | 18           | „Deadlock”                       | Robert Young          | Jane Espenson                   | 20 februarie 2009 | 39.556                 |
| Galactica este reparată cu ajutorul unei substanțe organice Cylon care poate ajuta la menținerea integrității structurale ale navei. Cu ajutorul lui Boomer, Ellen Tigh scapă de pe nava lui Cavil și se duce pe Galactica pentru reîntregirea Ultimilor Cinci. Caprica Șase nu reușește să nască copilul lui Tigh, punând capăt speranței Cylonilor că se pot reproduce între ei. |              |                                  |                       |                                 |                   |                        |
| 72 | 19           | „Someone to Watch Over Me”       | Michael Nankin        | Bradley Thompson & David Weddle | 27 februarie 2009 | 39.556                 |
| Starbuck se întâlnește cu un pianist misterios în barul lui Joe și îl ajută să compună ultima sa piesă. Dându-și seama că notele muzicale se potrivesc cu o serie de puncte desenate de Hera, Starbuck termină melodia, în timp ce colonelul Tigh și Tory Foster recunosc ca au auzit acest cântec atunci când se aflau în nebuloasă și au aflat că sunt Cyloni. Tirol o ajută involuntar pe Boomer, care se dă drept Athena, ca s-o răpească pe Hera și să o ducă lui Cavil. |              |                                  |                       |                                 |                   |                        |
| 73 | 20           | „Islanded in a Stream of Stars”  | Edward James Olmos    | Michael Taylor                  | 6 martie 2009     | 39.521                 |
| Raptorul lui Boomer face saltul superluminic prea aproape de Galactica și îi provoacă alte stricăciuni fatale. Amiralul Adama ia decizia crucială de a abandona nava și îl pune pe Lee responsabil cu descărcarea echipamentelor necesare restului flotei. În timp ce Starbuck caută în continuare care este sensul "cântecului Cylon", Baltar, care i-a analizat rămășitele trupești, o prezintă ca dovada existenței vieții de după moarte. |              |                                  |                       |                                 |                   |                        |
| 74 | 21           | „Daybreak (Part 1)”              | Michael Rymer         | Ronald D. Moore                 | 13 martie 2009    | 39.516                 |
| O serie de flashback-uri dinainte de atacul Cylon dezvăluie mai multe întâmplări din trecut: implicarea Capricăi Șase în îngrijirea bătrânului tată al lui Baltar, pierderea bruscă a tatălui și a celor două surori ale lui Roslin într-un accident rutier și sentimentele pasionale ale lui Lee Adama pentru Starbuck, care se întâlnește cu fratele său, Zak. În prezent, Anders dezvăluie locul bazei lui Cavil și Adama decide să ia Galactica în ultima sa misiune, acea de salvare a Herei. |              |                                  |                       |                                 |                   |                        |
| 75 | 22           | „Daybreak (Parts 2 & 3)”         | Michael Rymer         | Ronald D. Moore                 | 20 martie 2009    | 39.406                 |
| Amiralul Adama duce bătălia finală a Galacticăi și o salvează pe Hera din Colonia Cylon. Starbuck introduce coordonatele ultimului salt pe baza notelor muzicale și conduce flota spre o nouă lume locuibilă pe care o numesc tot Terra și căruia i se vede conturul continentului Africa din spațiu. Centurionii sunt eliberați cu Baza Stelară și părăsesc sistemul. Restul flotei este aruncată în Soare și coloniștii fără nicio urmă de tehnologie la ei se amestecă cu locuitorii planetei care încă nu puteau vorbi. Peste 150.000 de ani este prezentat New-York-ul și progresele omenirii în robotică și se pune întrebarea dacă vom face aceeași greșeală din nou. |              |                                  |                       |                                 |                   |                        |